# Champdepraz
Champdepraz é uma comuna italiana da região do Vale de Aosta com cerca de 640 habitantes. Estende-se por uma área de 48 km², tendo uma densidade populacional de 13 hab/km². Faz fronteira com Chambave, Champorcher, Châtillon, Fénis, Issogne, Montjovet, Pontey, Verrès.

## Demografia
| Variação demográfica do município entre 1861 e 2011                               |
|                                                                                   |
| Fonte: Istituto Nazionale di Statistica (ISTAT) - Elaboração gráfica da Wikipedia |